# Opération Lamantin
Guerre du Sahara Occidental
Batailles
L’opération Lamantin est  une intervention militaire française qui a lieu entre décembre 1977 et juillet 1978 en Mauritanie, pendant le conflit du Sahara occidental, dans le but d'aider le gouvernement mauritanien à repousser le Front Polisario. 

## Contexte
La Mauritanie, ancienne colonie française, annexe la partie méridionale du Sahara occidental en 1975, tandis que le Maroc annexe la partie nord ; les deux États se heurtent alors au front Polisario qui revendique l'indépendance du territoire. 
Pendant le conflit qui s'ensuit, le front Polisario, qui obtient de l'armement auprès de l'Algérie, prend le dessus face à l'armée mauritanienne, faiblement équipée et peu entrainée.   
La France, qui a appuyé le partage du territoire, soutient le régime de Mokhtar Ould Daddah installé à la fin de l'ère coloniale et forme le personnel de l'armée mauritanienne. Les intérêts français se retrouvent également dans les minerais de fer de Zouerate, exportés depuis le port de Nouadhibou via une voie ferrée de près de 700 km.
Le 1er mai 1977, lors d'une attaque du Polisario, 2 coopérants français sont tués et 6 autres enlevés par le Polisario à Zouerate, puis deux autres sont enlevés le 25 octobre. 

## Déroulement
L'opération Lamantin est déclenchée en décembre 1977 dans le but de repousser les combattants du Polisario en dehors du territoire occupé par la Mauritanie, de libérer les otages français [Qui ?] ainsi que de faire cesser le sabotage des voies ferrées servant au transport du minerai de fer. 
Le mode opératoire consiste à repérer les colonnes du Polisario au moyen d'avions de patrouille maritime Breguet Atlantic de l'aéronavale française (maximum de cinq disponible) et quatre pelotons de parachutistes d'une douzaine d'hommes (moitié 13e RDP et moitié 11e DP) dispersés dans le nord de la Mauritanie puis à faire intervenir la dizaine de Jaguars de la 11e escadre de chasse stationnés sur la base aérienne 160 Dakar-Ouakam après un ravitaillement en vol. Les 12, 13 et 18 décembre 1977, les avions de chasse (dont ce fut le baptême du feu tandis qu'une opération de combat après un ravitaillement est également une première pour l'aviation française après un vol de 1 200 km ) frappent deux colonnes d'une cinquantaine de véhicules du Front Polisario. 
Les otages français sont libérés le 23 décembre 1977. La guérilla change de tactique, se contentant de coups de main de faible ampleur au lieu des colonnes de véhicules armés, justifiant le maintien du dispositif. En mai 1978, une attaque du Polisario sur Zouerate est un nouvel échec pour la guérilla : bloqués par l'armée mauritanienne, une colonne sahraouie perd une cinquantaine de véhicules. Ce bombardement est le dernier de l'opération.
Le régime de Ould Daddah se montrant "incapable" de contrer la guérilla malgré l'aide française, marocaine et des monarchies du Golfe et le coût de la guerre devenant élevé, il est renversé le 10 juillet 1978 par un collectif favorable au Polisario qui met fin à la guerre, et par la même à l'OPEX, et finit par renoncer au sud du Sahara occidental en s'en retirant en août 1979,. 
L'opération est toutefois maintenue sous un format réduit jusqu'en mai 1980.